# Piotr Gavrilov
 (janvier 2025).
Pour les articles homonymes, voir Gavrilov.
Piotr Mikhaïlovitch Gavrilov (en russe : Пётр Миха́йлович Гаври́лов), né le 30 juin 1900 et mort le 26 janvier 1979, est un officier (major) soviétique.

## Biographie
En juin 1941, il participe à bataille de Brest-Litovsk. Il commande le 44e régiment motorisé. Il est arrêté par l'armée allemande et libéré après la guerre. De 1946 à 1947, il commande un camp de prisonniers japonais en Sibérie. Plus tard, il s'installe à Krasnodar, il se marie et adopte un enfant.

## Distinctions
- L'ordre de Lénine
- L'ordre du Drapeau rouge